# Руль висоти

Дія рулів висоти при зміненні тангажу

Руль висоти, стерно висоти або кермо висоти — це керуючі поверхні літака, які знаходяться, як правило, в задній частині повітряного судна, і керують горизонтальним положенням літака, змінюючи баланс тангажу, а отже і кут атаки і підйомну силу крила. Руль висоти зазвичай підвішується до нерухомої або регульованої задньої поверхні, іноді розташовується спереду (у ранніх літаках) або є частиною заднього «суцільноповоротного стабілізатора». Руль висоти може бути єдиною поверхнею керування тангажем.

## Дія руля висоти

Анімація типових основних органів управління літаком. Рулі висоти — на задніх крилах, приводяться в рух ручкою управління

Крило, до якого підвішується руль висоти (горизонтальний стабілізатор, як правило, розташовані на задній частині повітряного судна) має протилежний вплив на основне крило.
Горизонтальний стабілізатор зазвичай створює силу направлену вниз, яка врівноважує момент руху носа літака вниз, завдяки тому, що центр мас літака знаходиться попереду від центру підйомної сили, та інших моментів пов'язаних з впливом аеродинамічного опору і тяги двигуна.
- У врівноваженому (збалансованому) стані, положення руля висоти визначає збалансовану швидкість літака — для даної позиції елеватора існує лише один коефіцієнт підйомної сили (і одна швидкість для даної висоти) при, якій літак буде утримувати постійний (без прискорення) стан.

- У режимі управління, рулі висоти змінюють рівновагу літака і приводять до рухів носа літака вверх або вниз[4]. Руль висоти збільшує або зменшує силу утворену заднім крилом і направлену вниз:
  - збільшення сили, що тягне хвіст вниз, здійснюється підйомом руля висоти, що змушує хвіст рухатись вниз, а ніс літака вверх. Збільшення кута атаки крила збільшує підйомну силу, яку утворює крило і більший аеродинамічний опір, що вимагає більше тягової потужності для утримання сталої швидкості або висоти,
  - зменшення сили, здійснюється опусканням руля висоти, що дозволяє підняти хвіст і опустити ніс. Зменшення кута атаки зменшує підйомну силу, що вимагає більшої швидкості (додавання тяги або зниження) утворює необхідну підйомну силу.

Надзвукові літаки мають стабілізатори, оскільки ранні дослідження надзвукових польотів показали, що ударні хвилі, які створюються на задній частині хвостового оперення, роблять підвісні рулі висоти неефективними. дельтаподібне крило літака поєднує функцію елеронів і рулів висоти — і відповідно їхні керуючі команди — в одну керуючу поверхню, яка називається елевоном.